# PerdutaMente
Perdutamente, reso graficamente PerdutaMente, è un documentario del 2021 diretto da Paolo Ruffini e Ivana Di Biase, prodotto da Vera Film e WellSee e distribuito da Luce Cinecittà.

## Trama
Il documentario tratta del morbo di Alzheimer attraverso i racconti e le emozioni di chi vive la malattia in prima persona e dei suoi familiari.
Paolo Ruffini vuole indagare il tema dell’Alzheimer. Le ripercussioni della malattia colpiscono non solo chi ne è affetto, ma anche le famiglie che possono andare in pezzi sotto il peso del carico emotivo. In Italia ne soffre circa un milione di persone e di riflesso sono quasi tre milioni gli individui coinvolti nell’assistenza dei propri familiari. Nella fase iniziale il paziente entra in una fase di depressione accorgendosi che qualcosa non va, poi la depressione si estende spesso ai familiari.
Da un semplice post su Instagram in cui chiede alle persone di segnalare le loro esperienze personali, inizia un viaggio per l’Italia che lo porta a conoscere persone che hanno perso i propri cari o che li stanno accudendo durante il percorso della malattia.
La prima tappa è a Biella, dove incontra Franco, che gli racconta la storia di sua moglie Teresa: "L’Alzheimer è la sublimazione dell’amore perché quando si pensa all’amore, si ha l’idea di amare ed essere amati, in questo caso si ama e non si riceve un input indietro". Il viaggio prosegue ma Ruffini tiene un rapporto epistolare con Franco che proseguirà per tutto il documentario raccontandogli tutte le altre storie.
Una delle ultime tappe è a Roma, per incontrare Lino Banfi, “nonno d’Italia", che da anni si prende cura di sua moglie Lucia.
A tutte le persone che incontra, Ruffini regala un diapason perché "l’amore è la colonna sonora che la nostra vita non riesce a comporre senza di noi. È come se l’Alzheimer volesse interrompere quella musica ma noi non glielo permettiamo del tutto. Non si perde l’intonazione con l’amore, c’è bisogno di ritrovare la propria nota con la vita".

## Distribuzione
Il documentario è stato proiettato per la prima volta nei cinema italiani il 14 febbraio 2022 con un'uscita speciale di tre giorni. È stato poi reso disponibile su Sky, nella sezione di Sky Documentaries e in streaming su NOW.